# Метепек (муниципалитет Мехико)
Метепек (исп. Metepec) — муниципалитет в Мексике, входит в штат Мехико. Входит в большую агломерацию около столицы штата Толука-де-Лердо и его пригород. Население — 206 005 человек.

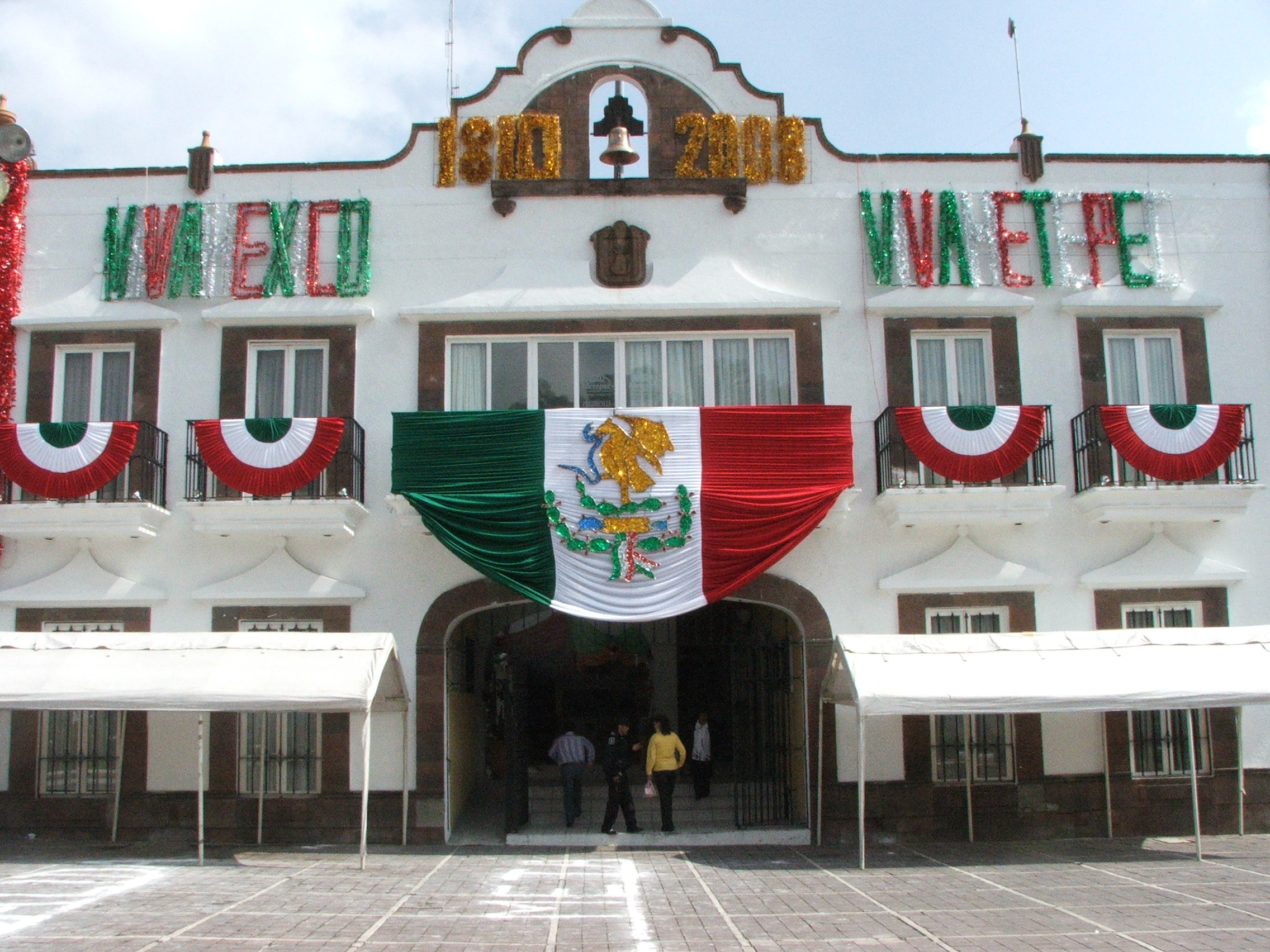
Здание администрации муниципалитета